# Megahilda rhodesiana
Megahilda rhodesiana är en insektsart som beskrevs av Ronald Gordon Fennah 1959. Megahilda rhodesiana ingår i släktet Megahilda och familjen Tettigometridae. Inga underarter finns listade i Catalogue of Life.